# زون ألارم
زون ألارم  (بالإنجليزية: ZoneAlarm)‏ هو برنامج جدار حماية يستعمل في الحواسيب الشخصية، طورته شركة زون لابس (بالإنجليزية: Zone Labs)‏ وقامت بشراؤها شركة تشيك بوينت مارس 2004. يحتوي برنامج زون ألارم على نظام كشف التسلل وكذلك إمكانية التحكم بقدرة البرامج الأخرى على تكوين اتصالات إلى خارج النظام. آخر نسخة من البرنامج هي حزمة زون الإرم للحماية الإضافية 2015.

## المميزات
يعمل برنامج زون ألارم عن طريق تقسيم البرامج والاتصالات إلى «مناطق». «المنطقة الموثوقة» تشمل الشبكة المحلية للمستخدم وكذلك يمكن مشاركة الملفات والطابعات. في حين «منطقة الإنترنت» تشمل كل شي ليس مدرجًا ضمن المنطقة الموثوقة وهو يحتاج إلى إعطاءه إذن من قبل المستخدم قبل تشغيله. مثلا عند تشغيل برنامج للمرة الأولى فإن برنامج زون ألارم سوف يطلب منك إعطاءه إذنًا كي يعمل.

### عامل تصحيح ومراقبة الإنترنت
هو جوهرة برنامج زون ألارم والركيزة الأساسية التي يقوم عليها، وهو عبارة برنامج يعمل في الخلفية على شكل خدمات ويندوز، ويمكن إيجاده بشكل "vsmon.exe" في قائمة البرامج التي تعمل في الخلفية. حيث يقوم بمراقبة حركة الإنترنت ويولد الإنذار عند وجود محاولة تحرير بيانات غير مصرح بها.

### جدار حماية نظام التشغيل
هي ميزة توجد في نسخ برنامج زون ألارم المدفوعة فقط. يقوم بمراقبة البرامج وتوليد التنبيهات عند إجراء تصرفات مشبوهة. إن جدار حماية نظام التشغيل مفيد في منع الجذور الخفية وبرامج التجسس الأخرى.

### مستشار الدفاع الذكي
هي ميزة توجد في النسخة المجانية أيضا من برنامج زون ألارم تساعد المستخدم في أنواع معينة من التنبيهات. يستخدم البرنامج قاعدة بيانات كبيرة من التوقيعات للبرامج الموثوقة من أجل توفير مزيد من المشورة للمستخدم فيما يخص السماح أو الوصول للانترنت.

## الإصدارات
زون ألارم الجدار الناري المجاني نسخة مجانية من البرنامج تتضمن جدار ناري للويب والشبكة المحلية وكذلك البرامج التي تتطلب تصريح للوصول إلى الخارج.
زون ألارم مكافح الفيروسات المجاني + الجدار الناري المجاني نسخة مجانية تتضمن جدار ناري ثنائي الاتجاه، جدار حماية ذو إعدادات متقدمة، وحماية متقدمة للتحميلات، وحماية الهوية، وحماية من الفيروسات مقدمة من مختبرات كاسبر.
زون ألارم الجدار الناري المحترف توفر هذه النسخة جدار ناري لنظام التشغيل، وحماية الهوية، ومنع النوافذ المنبثقة، والكشف عن الإضافات، ومانع الكوكيز. وهو لا يحتوي على مميزات مكافح الفايروسات.
زون ألارم مكافح الفايروسات + الجدار الناري المحترف ويتضمن الجدار الناري، وحماية متقدمة للتحميلات، وحماية مضاد الفايروسات مقدمة من مختبرات كاسبر.
زون ألارم الحزمة الامنية المتكاملة ويشمل جميع المميزات التي توجد في المنتجات الأخرى إضافة إلى حماية IM وآلية تصفية البريد المزعج المقدمة من قبل MailFrontier وتحكم شامل بالبرنامج. هذه النسخة هي أغلى منتجات زون ألارم ويمكن الحصول عليها بفترة تجريبية.
زون ألارم الحماية القصوى نسخة شاملة تتضمن جميع مميزات النسخ الأخرى بالإضافة إلى ForceField ومحسن الكومبيوتر وأدوات النسخ الاحتياطي.

## نافذة التحذير المنبثقة الخاصة بفيروس الرعب "Scareware Virus"
في سبتمبر 2010، بدأت النسخة المجانية من زون ألارم بإظهار نافذة منبثقة للتحذير من فايروس عالمي كتكتيك استخدمته زون ألارم لإجبار مستخدميها للتحويل إلى النسخة المدفوعة من البرنامج. تم ايقاف النافذة المنبثقة بعد فترة من قبل فريق زون ألارم للتسويق بعد ضجة المستخدمين الساخطين والذي دفع الكثير منهم إلى حذف البرنامج من حواسيبهم الشخصية.

## وصلات خارجية
- الموقع الرسمي